# Historia del ingenuo Cocolín
Historia del ingenuo Cocolín/Cocolín y su Tío Macuto es una serie de historietas de género humorístico, creada por José Alcaide Irland en 1938 para la revista "Chicos".

## Trayectoria editorial
La serie fue retitulada como Jamoncito, el Vagabundo en 1940.
Tres años después pasó a la revista femenina "Mis Chicas" como Cocolín y Jamoncito.